# Sommet de la Saulire
Le sommet de la Saulire est une montagne culminant à 2 740 m d'altitude située à proximité du centre du massif de la Vanoise, en Savoie (France). Située à la limite entre les vallées de Méribel et Courchevel, dans le domaine des Trois Vallées, elle est l’un des plus hauts sommets accessibles du domaine skiable. Important point de bascule entre les deux stations, elle est aménagée par six remontées mécaniques — dont le téléphérique de la Saulire — et de nombreuses pistes situées sur ses deux versants, ainsi que plusieurs bâtiments placés au sommet : restaurant, abri pour secouristes, stations amont des remontées mécaniques.

## Téléphérique de la Saulire
Le téléphérique de la Saulire a été construit en 1984 par des sociétés conduites par Pomagalski, sur le tracé du téléphérique de 1952-1984. Il est inauguré le 13 janvier 1985.
Les deux gares sont situées à 2 077 mètres d’altitude et à 2 699 mètres d’altitude. Les deux gares sont séparées de 1 658 mètres de ligne. La pente moyenne de 39 % peut connaître des passages avec une pente jusqu'à 65 %. La vitesse maximale d’exploitation autorisée est de 11 mètres par seconde (soit environ 39,6 kilomètres par heure).